# Halcyon leucocephala
Halcyon leucocephala là một loài chim trong họ Alcedinidae.
Loài chim này có một phạm vi phân bố rộng từ quần đảo Cape Verde ngoài khơi bờ biển phía tây bắc của châu Phi đến Mauritania, Senegal và Gambia, phía đông đến Ethiopia, Somalia và miền nam Arabia và phía nam đến Nam Phi.

## Phân loài
- Halcyon leucocephala acteon (Lesson, 1830)
- Halcyon leucocephala hyacinthina Reichenow, 1900
- Halcyon leucocephala leucocephala (Statius Muller, 1776)
- Halcyon leucocephala pallidiventris Cabanis, 1880
- Halcyon leucocephala semicaerulea (Gmelin, 1788)

## Tham khảo

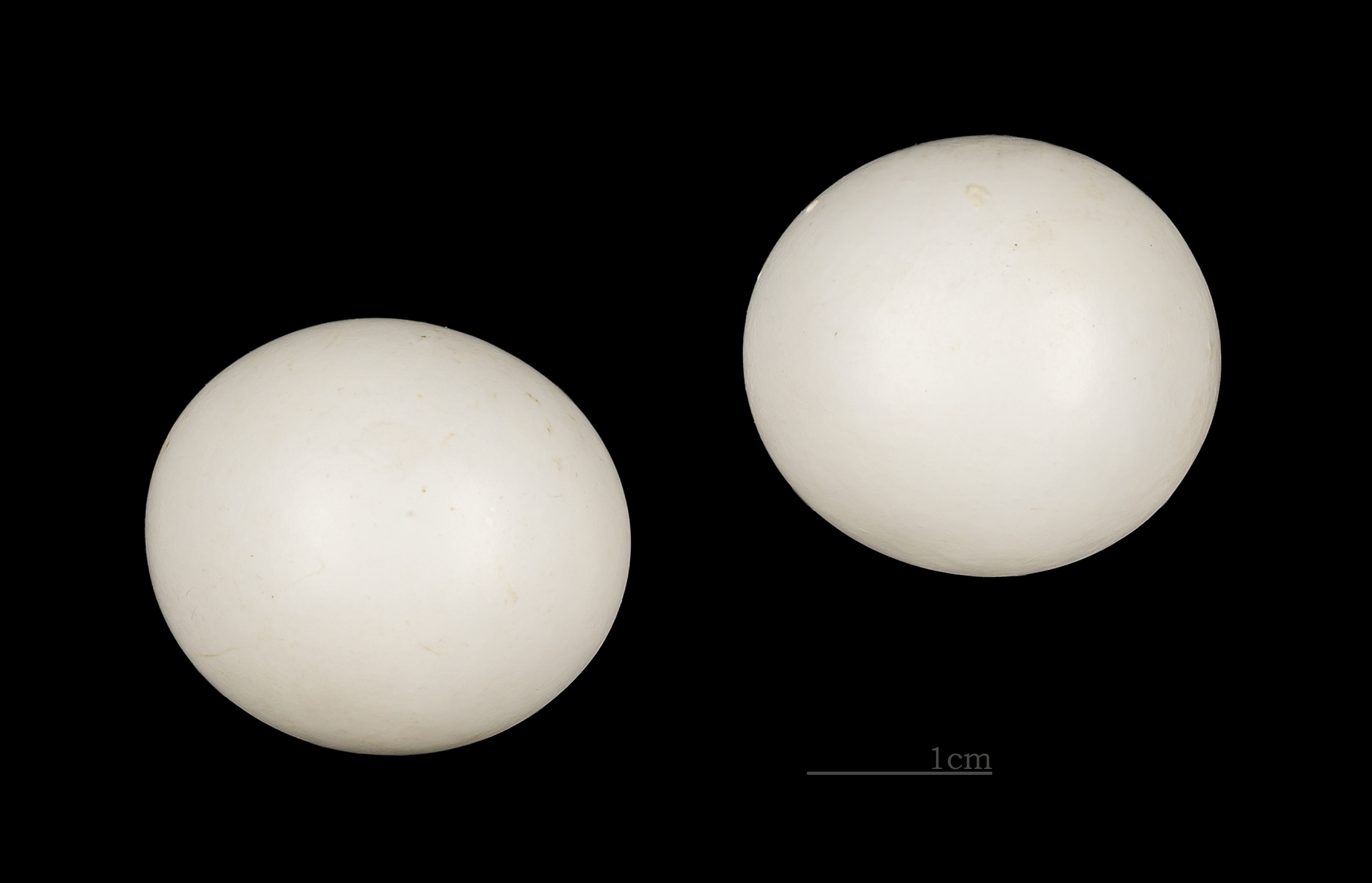
Trứng chim Halcyon leucocephala